# L'anima non conta
L'anima non conta è un singolo della band italiana The Zen Circus, pubblicato il 2 settembre 2016 come secondo estratto dal nono album in studio La terza guerra mondiale.

## Tracce
Testi di Andrea Appino, musiche di Gianpaolo Cuccuru, Massimiliano Schiavelli, Andrea Appino e Francesco Pellegrini.
1. L'anima non conta – 5:43